# 奥特马赛姆
奥特马赛姆（法語：Ottmarsheim，法語發音：[ɔtmaʁsaim] ⓘ），法国东北部市镇，位于大东部大区上莱茵省，隶属于米卢斯区，其市镇面积为25.67平方公里，2022年1月1日时人口数量为2,025人，在法国城市中排名第5,474位。
奥特马赛姆位于上莱茵省东南部，莱茵河左岸，隔河与德国相望，法国A36高速公路在此跨越莱茵河并接入德国5号高速公路。

## 地名来源
“Ottmarsheim”一名出自日耳曼人名“Odomar”。
奥特马赛姆所处区域历史上通行阿尔萨斯语，“Ottmarsheim”对应的阿尔萨斯语拼写为“Otmersche”，其对应的读音为“[ˈoːdmˈʀʃə]”。1871至1918年间，奥特马赛姆被普鲁士统治，当地官方使用与“Ottmarsheim”相同拼写的德语名称。
此外，因翻译标准不同，“Ottmarsheim”在部分中文资料中又被译为奥特马塞姆。

## 历史

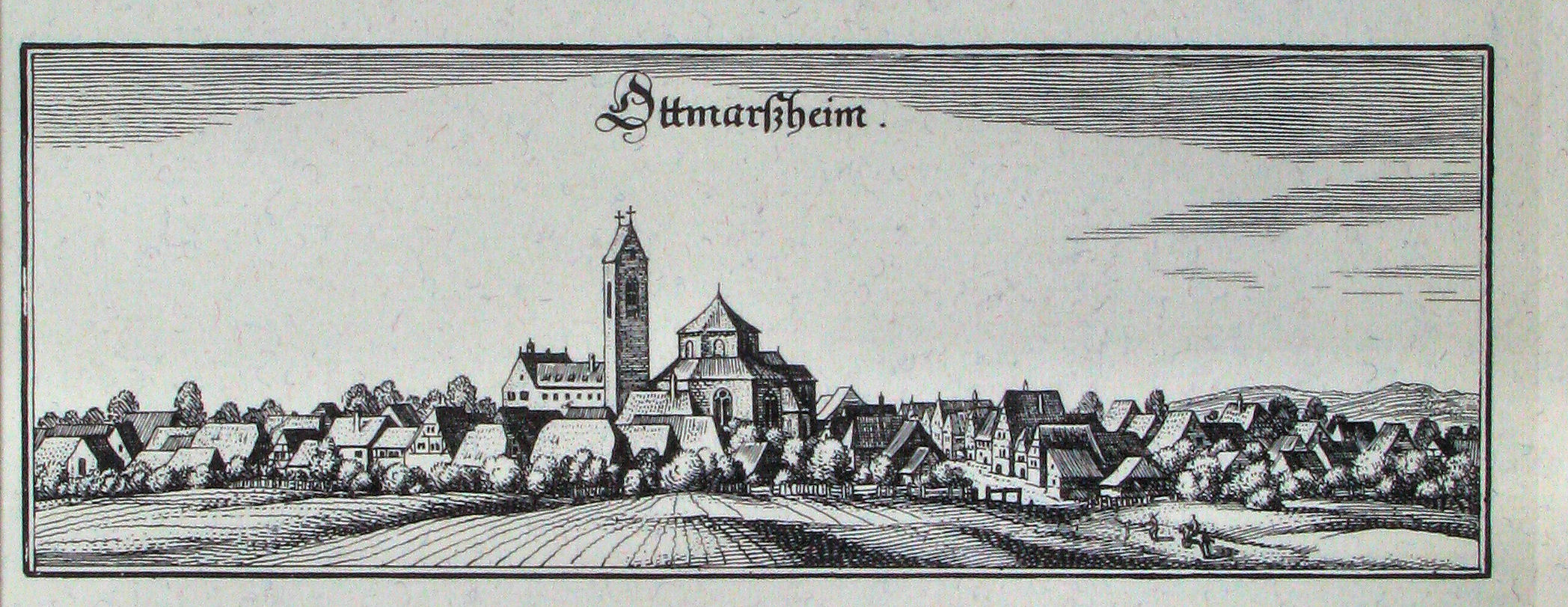
17世纪的奥特马赛姆（绘画）

奥特马赛姆的早期历史尚不清楚，古典时期一条沿莱茵河左岸延伸的罗马道路由此通过。公元11世纪初，阿尔滕堡伯爵鲁道夫一世在此修建了一处修道院，此后其附近逐渐形成聚落。奥特马赛姆在13世纪和15世纪时发生严重的火灾，三十年战争期间当地亦遭到破坏。《威斯特法伦条约》签订后，奥特马赛姆所处的阿尔萨斯大部分区域被路易十四获得。法国大革命后，奥特马赛姆成为上莱茵省的一个市镇，隶属于阿尔特基什区。普法战争结束后，奥特马赛姆及其所处的阿尔萨斯-洛林地区被划入德意志帝国，并被设立为米尔豪森县。一战结束后，阿尔萨斯-洛林地区根据《凡尔赛条约》重归法国，奥特马赛姆改属米卢斯区。1991年2月27日夜间，奥特马赛姆修道院发生大火，其建筑主体遭到严重破坏，其修复工程持续了十余年。

## 地理

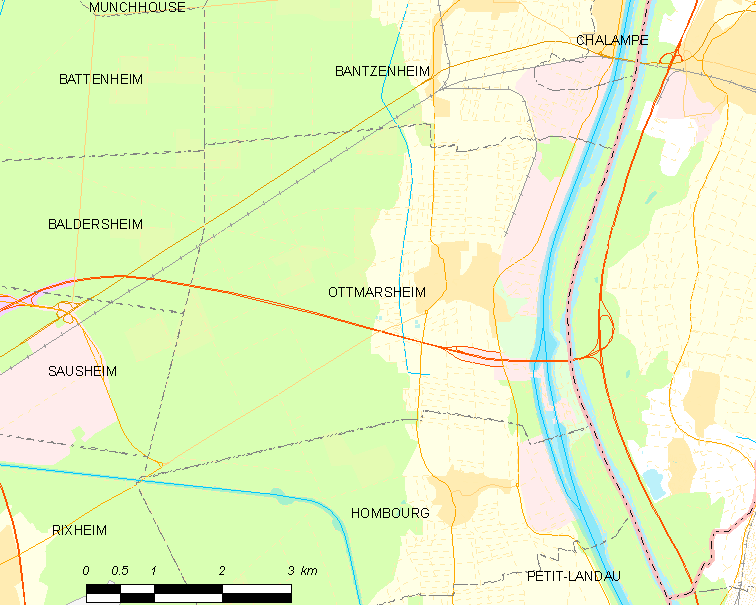
奥特马赛姆市镇范围地图

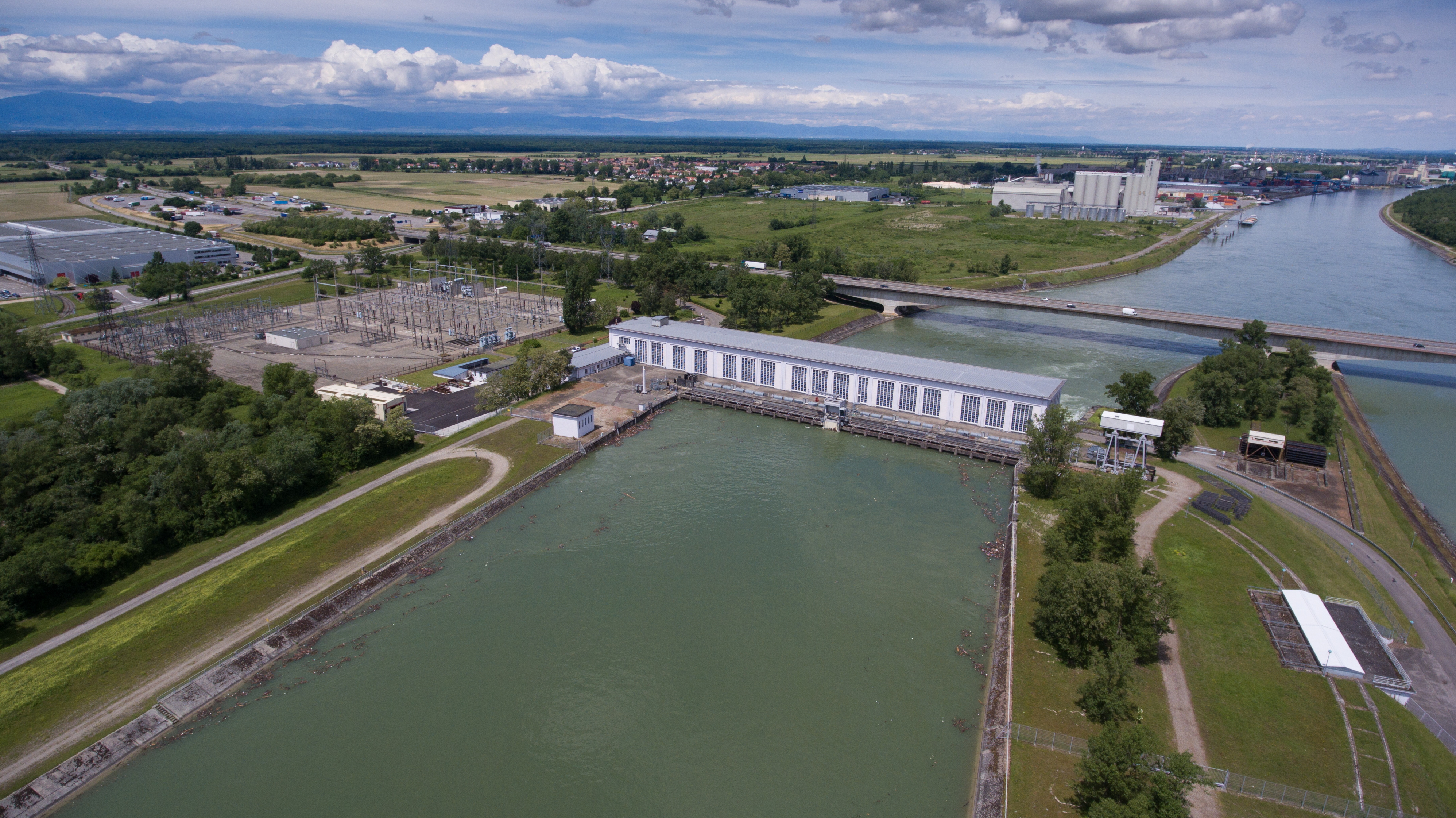
阿尔萨斯大运河上的奥特马赛姆水电站

奥特马赛姆位于法国东北部，大东部大区东南部和上莱茵省东南部，距离省会科尔马大约46公里。与奥特马赛姆接壤的市镇包括：巴特奈姆、班策奈姆、巴尔德赛姆、索赛姆、里克赛姆和翁堡，以及德国城市莱茵河畔诺伊恩堡。

### 地形
奥特马赛姆位于莱茵河左岸平原腹地，境内以平原为主，市镇中心地势较为平坦，全境海拔在217到235米之间。

### 水文
奥特马赛姆位于莱茵河流域范围内，其干流自南向北流经市镇东界；人工开凿的阿尔萨斯大运河从莱茵河左岸平行穿过奥特马赛姆市镇范围内，该河建有水电站；此外米尔巴克河（Le Muhlbach）自西南向东北流经镇中心。

### 植被
奥特马赛姆属于温带阔叶混交林区，林地多分布于河流附近，市区西侧为阿尔特森林。
在鲜花城市的评比中，奥特马赛姆被评为2星级鲜花城市。

### 气候
奥特马赛姆在柯本气候分类法中属于带有大陆性特征的温带海洋性气候（Cfb）。
距离奥特马赛姆最近的常年气象站位于米卢斯境内，以下为该气象站的数据（其中日照数据取自巴塞尔-米卢斯-弗赖堡欧洲机场）：
| 米卢斯 1981年－2019年 | 米卢斯 1981年－2019年 | 米卢斯 1981年－2019年 | 米卢斯 1981年－2019年 | 米卢斯 1981年－2019年 | 米卢斯 1981年－2019年 | 米卢斯 1981年－2019年 | 米卢斯 1981年－2019年 | 米卢斯 1981年－2019年 | 米卢斯 1981年－2019年 | 米卢斯 1981年－2019年 | 米卢斯 1981年－2019年 | 米卢斯 1981年－2019年 | 米卢斯 1981年－2019年 |
| 月份                  | 1月                   | 2月                   | 3月                   | 4月                   | 5月                   | 6月                   | 7月                   | 8月                   | 9月                   | 10月                  | 11月                  | 12月                  | 全年                  |
| --------------------- | --------------------- | --------------------- | --------------------- | --------------------- | --------------------- | --------------------- | --------------------- | --------------------- | --------------------- | --------------------- | --------------------- | --------------------- | --------------------- |
| 历史最高温 °C（°F）   | 18.3 (64.9)           | 21.9 (71.4)           | 26.1 (79.0)           | 30 (86)               | 33.3 (91.9)           | 37.6 (99.7)           | 38.9 (102.0)          | 39.4 (102.9)          | 34.1 (93.4)           | 29.6 (85.3)           | 24.3 (75.7)           | 19.9 (67.8)           | 39.4 (102.9)          |
| 平均高温 °C（°F）     | 4.6 (40.3)            | 6.6 (43.9)            | 11.5 (52.7)           | 15.6 (60.1)           | 20.2 (68.4)           | 23.6 (74.5)           | 26 (79)               | 25.7 (78.3)           | 21.1 (70.0)           | 15.7 (60.3)           | 9 (48)                | 5.4 (41.7)            | 15.4 (59.7)           |
| 日均气温 °C（°F）     | 1.7 (35.1)            | 2.8 (37.0)            | 6.7 (44.1)            | 10.1 (50.2)           | 14.6 (58.3)           | 17.9 (64.2)           | 20 (68)               | 19.6 (67.3)           | 15.7 (60.3)           | 11.2 (52.2)           | 5.7 (42.3)            | 2.7 (36.9)            | 10.7 (51.3)           |
| 平均低温 °C（°F）     | −1.2 (29.8)           | −0.9 (30.4)           | 2 (36)                | 4.7 (40.5)            | 9.1 (48.4)            | 12.1 (53.8)           | 14 (57)               | 13.5 (56.3)           | 10.3 (50.5)           | 6.7 (44.1)            | 2.3 (36.1)            | 0 (32)                | 6.1 (43.0)            |
| 历史最低温 °C（°F）   | −20.2 (−4.4)          | −21.5 (−6.7)          | −17.2 (1.0)           | −6.3 (20.7)           | −3.1 (26.4)           | 0.9 (33.6)            | 4.3 (39.7)            | 4 (39)                | −0.6 (30.9)           | −6.7 (19.9)           | −13.4 (7.9)           | −19 (−2)              | −21.5 (−6.7)          |
| 平均降水量 mm（）     | 60.8 (2.39)           | 52.8 (2.08)           | 56.2 (2.21)           | 52.4 (2.06)           | 80.3 (3.16)           | 70.2 (2.76)           | 68.5 (2.70)           | 64.1 (2.52)           | 70.5 (2.78)           | 75.1 (2.96)           | 57.2 (2.25)           | 80.6 (3.17)           | 788.7 (31.05)         |
| 月均日照時數          | 74                    | 94.1                  | 138.1                 | 176.1                 | 200.1                 | 226                   | 241.3                 | 227.7                 | 164.3                 | 118.5                 | 67.8                  | 55.1                  | 1,783.1               |
| 来源：infoclimat.fr   |                       |                       |                       |                       |                       |                       |                       |                       |                       |                       |                       |                       |                       |

## 行政区划
奥特马赛姆的市镇编号为68253，邮政编号为68490。
在行政管理方面，奥特马赛姆隶属于法国大东部大区上莱茵省米卢斯区；在地方选举方面，奥特马赛姆隶属于里克赛姆县，其市镇范围全境被划入上莱茵省第六选区；在社会管理方面，奥特马赛姆是米卢斯阿尔萨斯城市圈公共社区的组成部分。
截至2023年8月，奥特马赛姆市镇范围内暂无任何城市敏感街区及城市政策优先街区。
法国国家统计与经济研究所（简称）在进行数据统计时，未将奥特马赛姆划入任何城市核心区（Unité urbaine）及城市区（Aire urbaine）内。自2020年起，奥特马赛姆被划入包含132个市镇的米卢斯城市辐射区。此外，还将奥特马赛姆市镇整体看作一个“块区”（IRIS），以便于统计人口分布情况。

## 交通

### 公路
奥特马赛姆位于法国A35高速公路最东端，该公路在此通过莱茵河大桥与德国5号高速公路连接，并在奥特马赛姆境内设有一处出入口连接奥特马赛姆市区。此外多条上莱茵省省道在奥特马赛姆境内交汇。
| 22 | 1.5 |

| 科尔马 | 45 |

| 米卢斯 | 18 |

| 伊尔扎克 | 16 |

2019年，77.3%的奥特马赛姆家庭拥有至少一辆私人汽车。2021年，奥特马赛姆境内共发生各类交通事故2起，造成3人受伤，其中1人重伤。

### 铁路

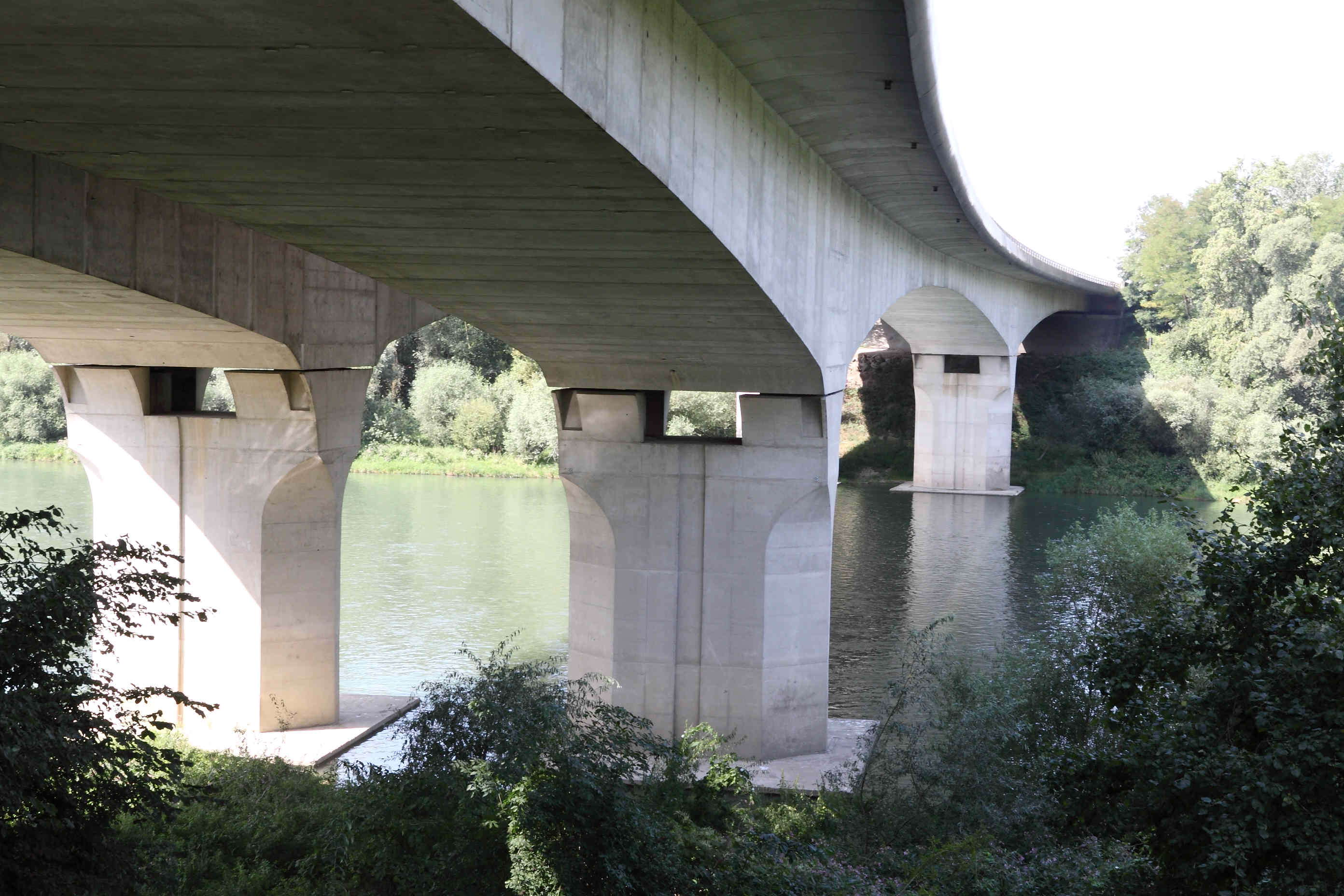
莱茵河大桥下方

奥特马赛姆位于班策奈姆－圣路易铁路上，该铁路建成于1917年，1918年因战争停运，后部分路段被重启用作米卢斯港区铁路。
距离奥特马赛姆最近的运营中的客运铁路车站为3公里外的班策奈姆站，该站停靠往返于米卢斯和米尔海姆一线的区域列车。

### 航空
距离奥特马赛姆最近的民用航空站为29公里外的巴塞尔-米卢斯-弗赖堡欧洲机场。

### 城市公共交通
奥特马赛姆是米卢斯城市公共交通（商业名称为）的服务范围，后者为米卢斯阿尔萨斯城市圈公共社区的公共交通系统。截至2023年8月，该系统共包括三条有轨电车线路和数十条公交线路，其中城际公交59路经过奥特马赛姆市区并设站。

## 政治

### 市政内阁

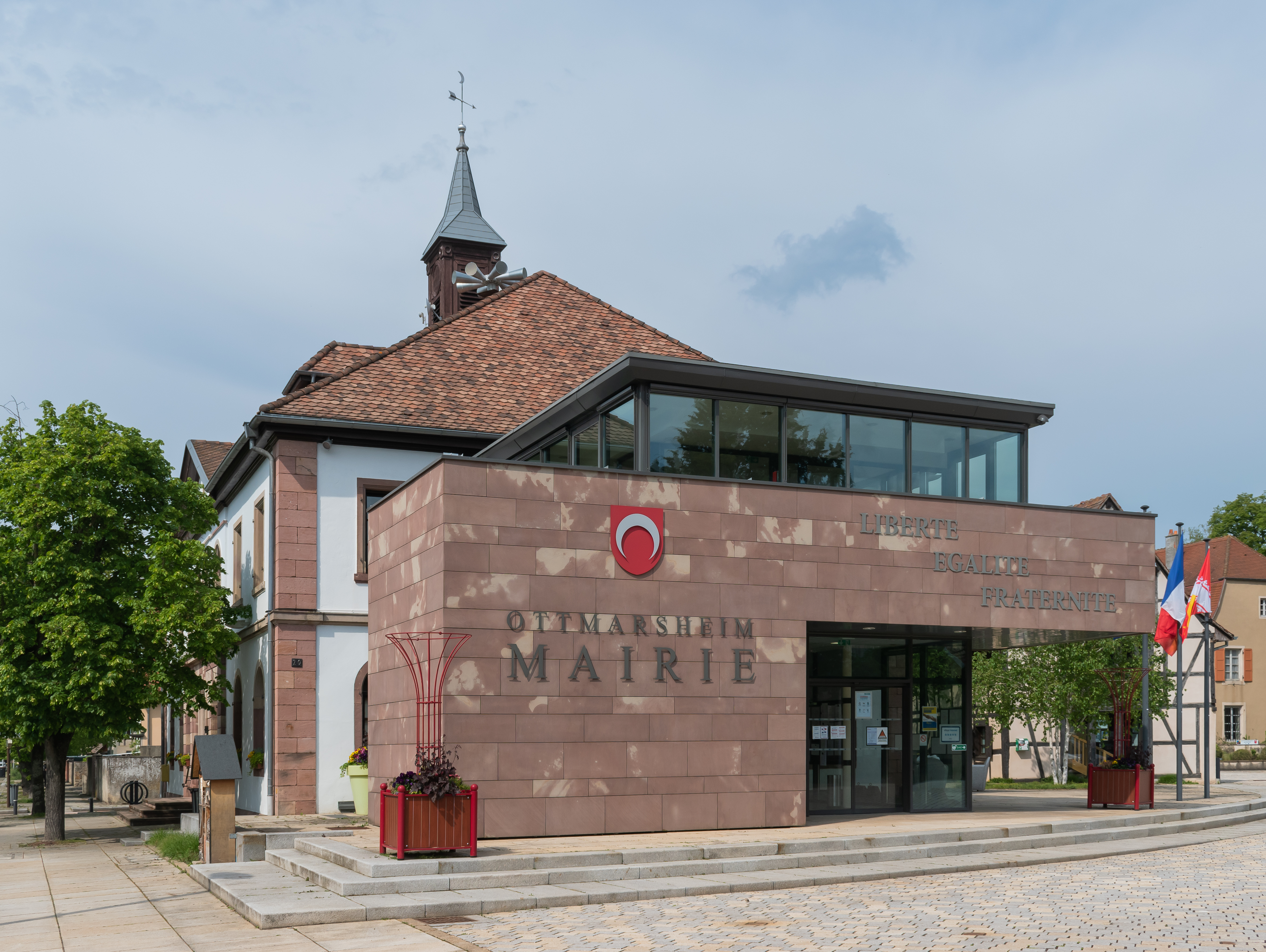
奥特马赛姆市政厅

奥特马赛姆的现任市长为让-马里·贝厄先生（Jean-Marie BEHE），他是一名右翼无党派人士，在2020年的市政选举中获得了47.35%的支持率。
| 奥特马赛姆历届市长 | 奥特马赛姆历届市长                 | 奥特马赛姆历届市长 |
| 任期               | 市长                               | 党派               |
| ------------------ | ---------------------------------- | ------------------ |
| 1944年－1965年     | Marcel FABY 马塞尔·法比            | 不详               |
| 1965年－1989年     | Armand SCHMITT 阿尔芒·施米特       | 不详               |
| 1989年－1995年     | Raymond DOJAT 雷蒙·多雅            | 不详               |
| 1995年－2001年     | Gilbert ROCHE 吉尔贝·罗什          | 不详               |
| 2001年－2008年     | Jean-Patrice KUHN 让-帕特里斯·库恩 | 不详               |
| 2008年－2014年     | Gérard FOLUSZNY 热拉尔·福卢斯尼    | 不详               |
| 2014年－2020年     | Marc MUNCK 马克·蒙克               | 不详               |
| 2020年－           | Jean-Marie BEHE 让-马里·贝厄       | DVD右翼无党派人士  |

### 各级选举
| 奥特马赛姆历届投票选举结果 | 奥特马赛姆历届投票选举结果 | 奥特马赛姆历届投票选举结果 | 奥特马赛姆历届投票选举结果 | 奥特马赛姆历届投票选举结果 | 奥特马赛姆历届投票选举结果 | 奥特马赛姆历届投票选举结果 | 奥特马赛姆历届投票选举结果 | 奥特马赛姆历届投票选举结果 | 奥特马赛姆历届投票选举结果 |
| 选举项目                   | 选举范围                   | 选区单位                   | 选区单位内的选举结果       | 选区单位内的选举结果       | 选区单位内的选举结果       | 选区单位内的选举结果       | 选区单位内的选举结果       | 选区单位内的选举结果       | 参考资料                   |
| 选举项目                   | 选举范围                   | 选区单位                   | 第一轮胜出者               | 第一轮胜出者               | 支持率                     | 第二轮胜出者               | 第二轮胜出者               | 支持率                     | 参考资料                   |
| -------------------------- | -------------------------- | -------------------------- | -------------------------- | -------------------------- | -------------------------- | -------------------------- | -------------------------- | -------------------------- | -------------------------- |
| 2017年法國總統選舉         | 法國                       | 市镇                       |                            | 玛丽娜·勒庞                | 33.36%                     |                            | 玛丽娜·勒庞                | 51.53%                     | [ 24 ]                     |
| 2017年法国立法选举         | 上莱茵省第六选区           | 市镇                       |                            | 布吕诺·富克斯              | 24.44%                     |                            | 布吕诺·富克斯              | 55.74%                     | [ 24 ]                     |
| 2019年欧洲议会选举         | 法國                       | 市镇                       |                            | 若尔当·巴尔代拉            | 30.95%                     | （不适用）                 | （不适用）                 | （不适用）                 | [ 26 ]                     |
| 2021年法国省级选举         | 上莱茵省                   | 县                         |                            | 帕特里夏·博恩 马克·蒙克    | 52.21%                     |                            | 帕特里夏·博恩 马克·蒙克    | 73.36%                     | [ 27 ]                     |
| 2021年法国省级选举         | 上莱茵省                   | 市镇                       |                            | 帕特里夏·博恩 马克·蒙克    | 39.4%                      |                            | 帕特里夏·博恩 马克·蒙克    | 56.88%                     | [ 27 ]                     |
| 2021年法国大区选举         | 大東部大區                 | 市镇                       |                            | 洛朗·雅各贝利              | 26.53%                     |                            | 洛朗·雅各贝利              | 34.25%                     | [ 28 ]                     |
| 2022年法国总统选举         | 法國                       | 市镇                       |                            | 玛丽娜·勒庞                | 34.23%                     |                            | 玛丽娜·勒庞                | 57.04%                     | [ 24 ]                     |
| 2022年法国立法选举         | 上莱茵省第六选区           | 市镇                       |                            | 克里丝泰勒·里茨            | 30.77%                     |                            | 克里丝泰勒·里茨            | 50.75%                     | [ 24 ]                     |

## 人口
2020年，奥特马赛姆市镇人口数量为1,985，在法国排名第5,474位。其中男性1,052人，女性921人，75岁及以上人口占6.5%，外籍人口数量为153人，人口密度为77人/平方公里，当地居民被称为（男性）或（女性）。2020年，奥特马赛姆境内出生11人，死亡人口12人。
| 奥特马赛姆1900年－2020年人口变化情况 |
|                                      |
| 数据来源：Cassini、INSEE             |

## 经济

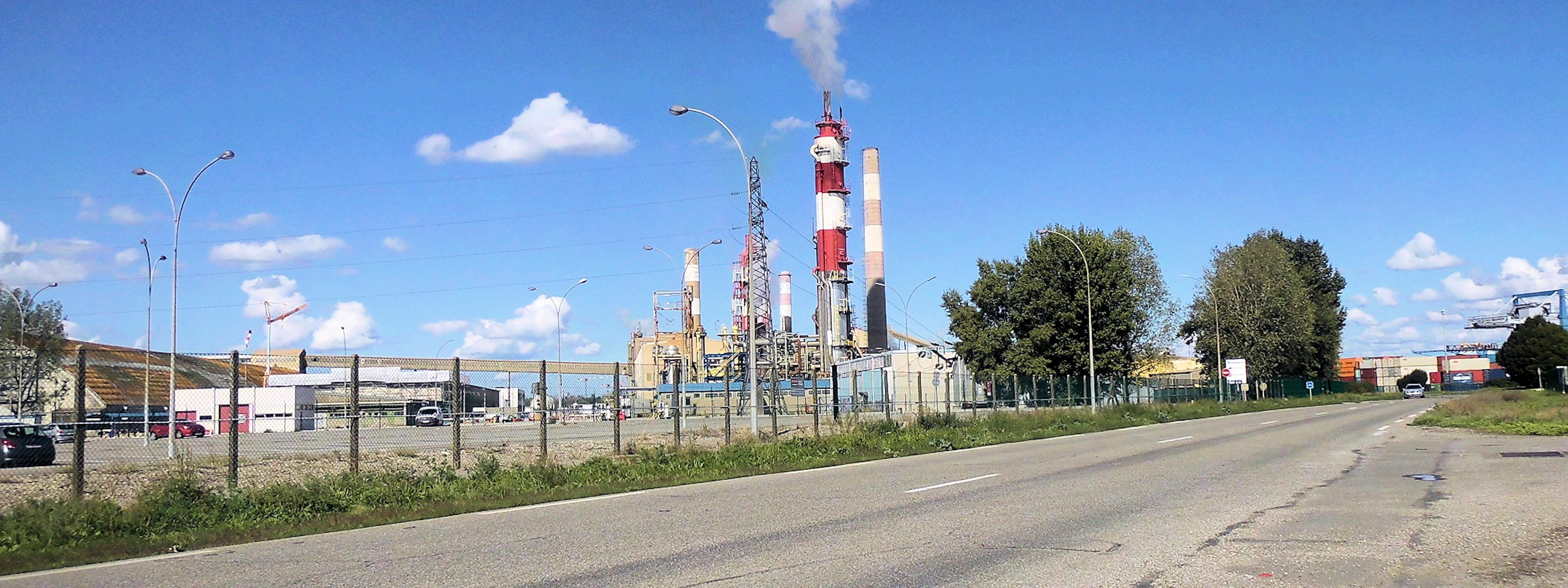
奥特马赛姆境内的化工厂

奥特马赛姆是一个区域性的中心城市。截至2023年8月，奥特马赛姆市镇范围内共有各类用人单位（包含自雇）215家，平均历史为19年，其中95.41%为中小型企业（PME），2023年6月至8月间，当地的经济活力指数为0.47%。（化肥加工）、（交通运输）及（内河航运）是当地2021年营业额最高的三个企业，分别为217,469,604欧元、11,675,234欧元和2,159,517欧元。

## 财政与居民收入
2021年，奥特马赛姆的财政收入总额为4,130,470欧元，财政支出总额为3,547,590欧元，当年的债务总额为4,339,950欧元。2021年，奥特马赛姆市镇通过增值税获得255,950欧元的收入，此外当地还共获得了149,880欧元的国家直接财政补助。
2019年，奥特马赛姆的人均月收入总额为2,446欧元，高于法国平均水平（2,303欧元）。
2019年，奥特马赛姆境内的青壮年（15至64岁）失业率为12.0%；当地55.1%的家庭拥有纳税资格，平均纳税3,426欧元，低于法国平均水平（4,393欧元）。

## 社会事务

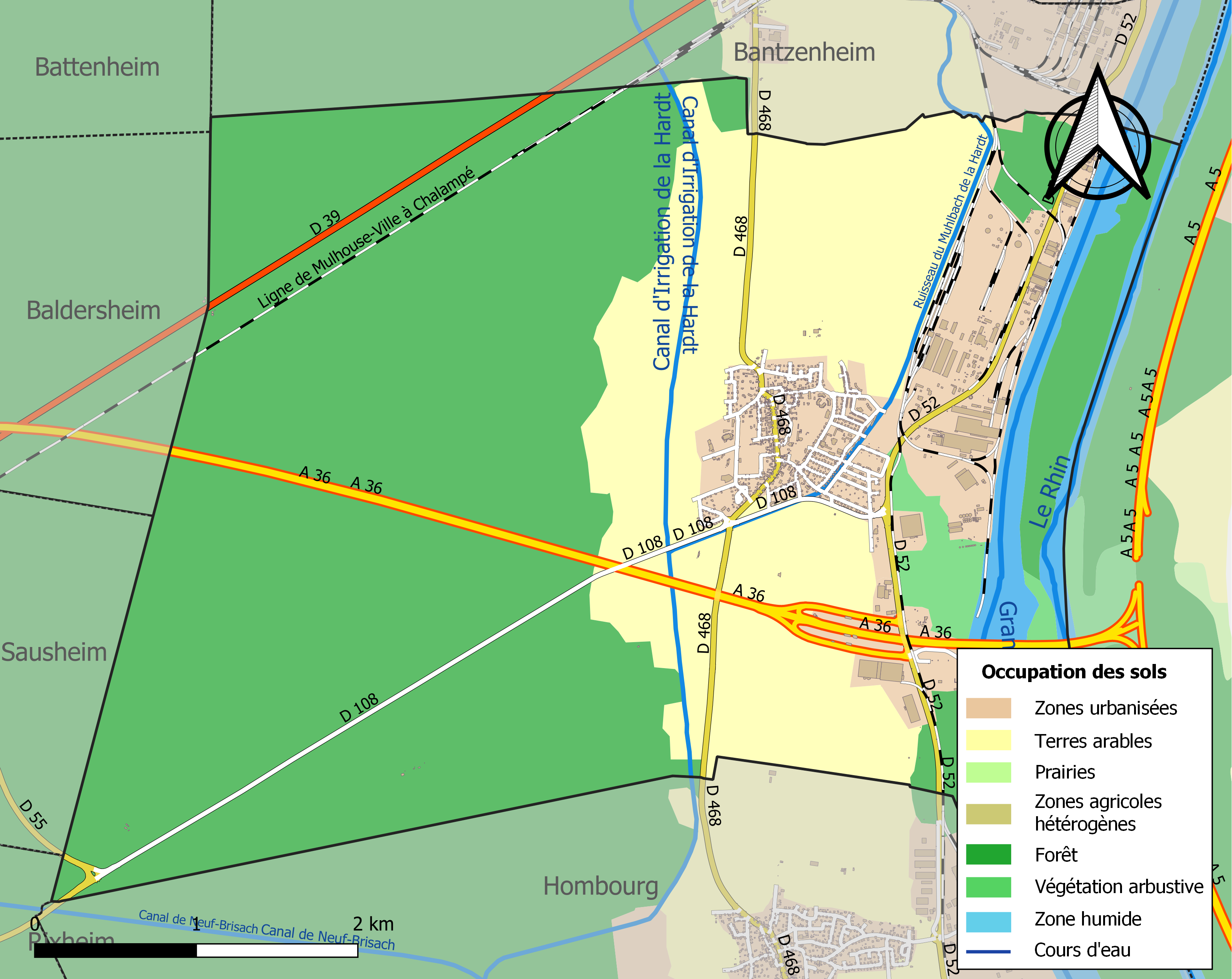
奥特马赛姆土地利用情况地图

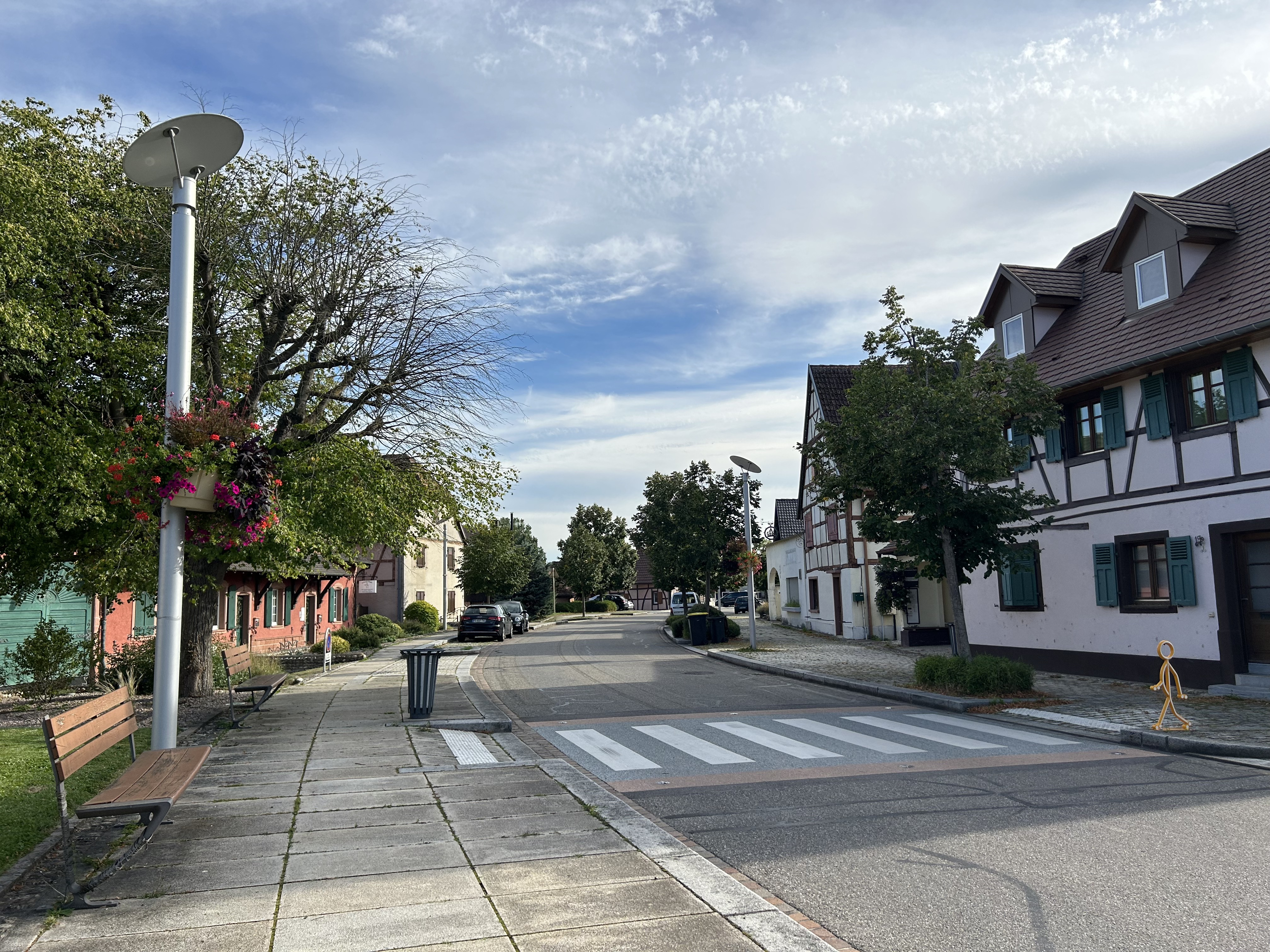
戴高乐将军街

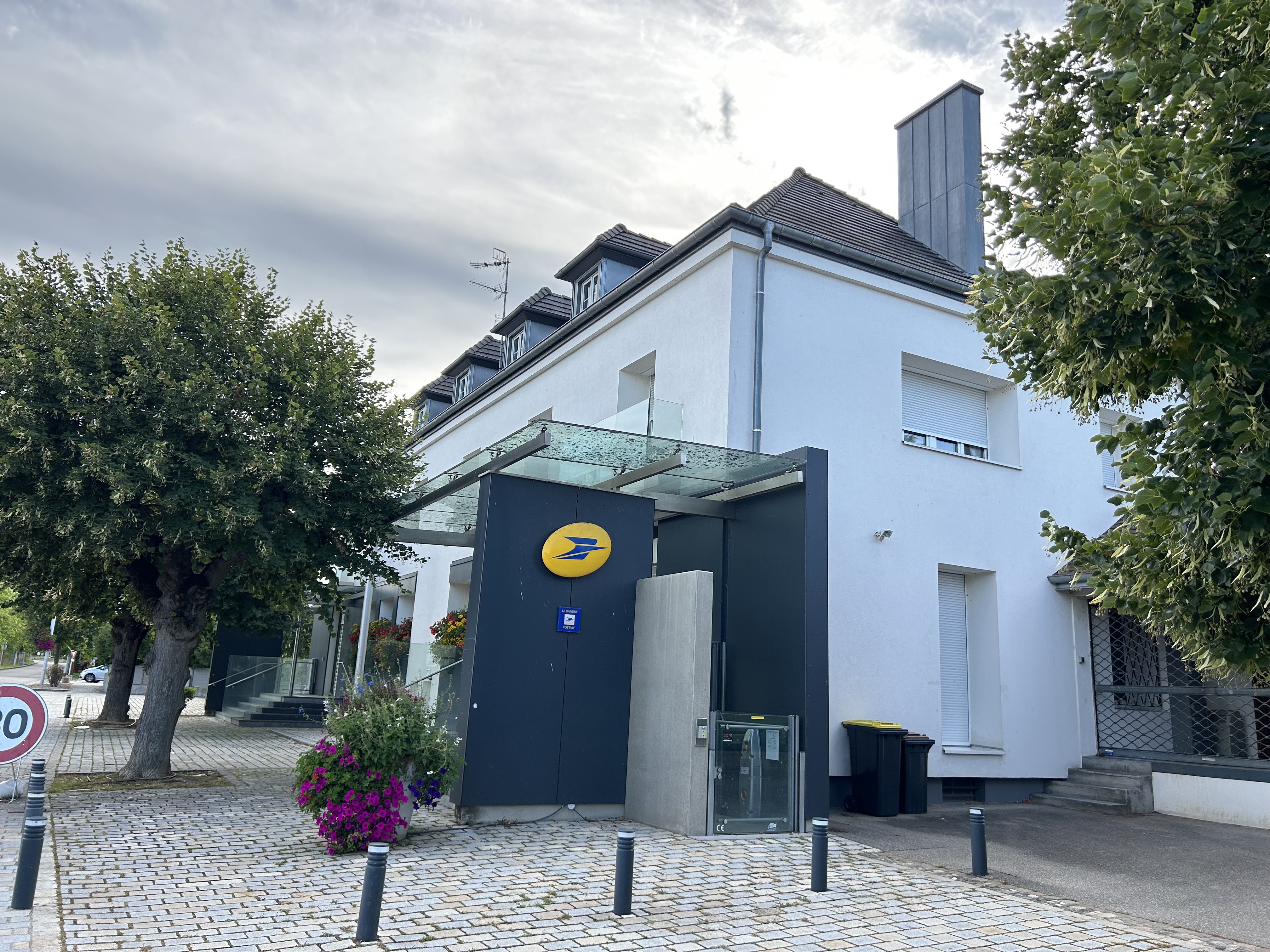
邮局

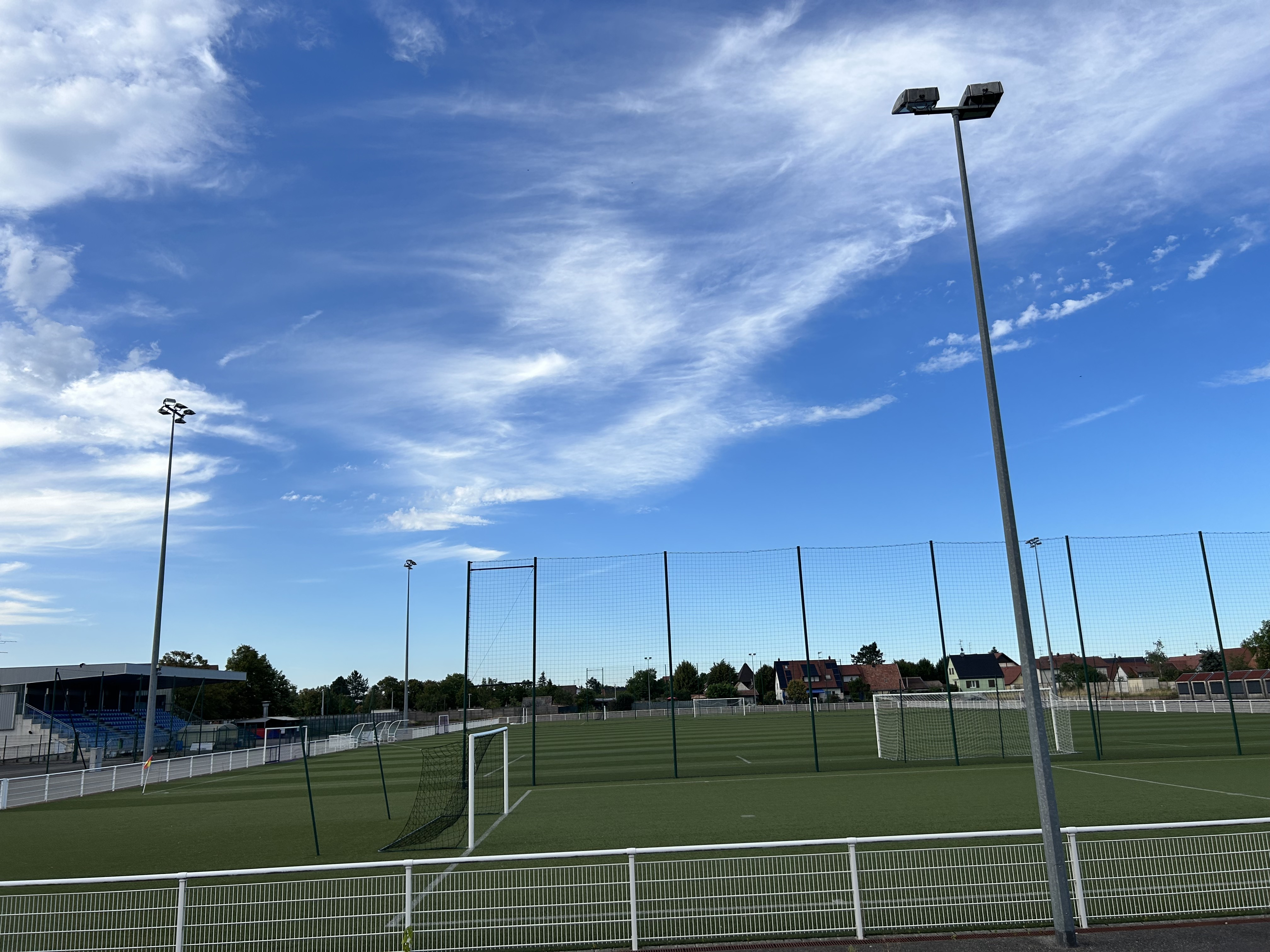
市政球场

### 教育
奥特马赛姆属于斯特拉斯堡学区。截至2021年1月1日，奥特马赛姆境内共有1所幼儿园、1所小学和1所初级中学。2021至2022学年度，奥特马赛姆境内共有在校中等教育阶段学生346名。

### 医疗
截至2021年1月1日，奥特马赛姆境内共有全科医生1名、保健师3名、牙医2名和护士4名。境内共有药房1家。
距离奥特马赛姆最近的区域性医疗机构为“米卢斯-南阿尔萨斯地区医疗集团”（Groupe Hospitalier de la région de Mulhouse et Sud Alsace），其主病区埃米尔·穆勒医院（Hôpital Emile Muller）位于米卢斯市区南部，距离奥特马赛姆市区的正常车程大约20分钟，该院设有床位961个，是当地规模最大的公立综合性医院。

### 住房
2019年，奥特马赛姆境内共有各类住房946套，其中63.4%为独立式居民区，35.5%为集中式居民区。常住房屋占奥特马赛姆市镇范围内居民建筑总量的85.4%。
在住房保障政策方面，2021年，奥特马赛姆境内共有127户家庭获得了住房经济补助，受益人数占总人口数量的6.4%，其中112份为房租补助。

### 商业
2021年，奥特马赛姆境内共有各类实体商铺32家，其中餐厅6家、杂货店1家、面包房4家、银行门店1家、美容美发店2家、汽车维修店2家。镇中心建有一家SPAR便民超市。

### 体育
2021年，奥特马赛姆境内共有1家游泳池、2间体育馆、2处网球场以及3处足球或橄榄球场。
截至2023年8月，奥特马赛姆体育俱乐部（Sporting Club Ottmarsheim，编号511895）是奥特马赛姆境内唯一的一家注册足球俱乐部，该足球队成立于1929年，其主队2023至2024赛季参加大东部大区足球联赛丙组（法国第八级别），其主场为市政球场（Stade Municipal）。

### 环境
奥特马赛姆的环境事务由其所属的米卢斯阿尔萨斯城市圈公共社区联合各级政府协调负责。2021年，奥特马赛姆境内共有2家污染企业。

### 治安
2021年，奥特马赛姆市镇范围内有1处宪兵队。
奥特马赛姆及其附近的共66个市镇是米卢斯国家宪兵队（zone gendarmerie de Mulhouse）的管辖范围。2020年，该宪兵队累计记录各类案件3,814起，其中盗窃类案件1,799起，经济类案件602起，毒品交易类案件173起。

## 文化

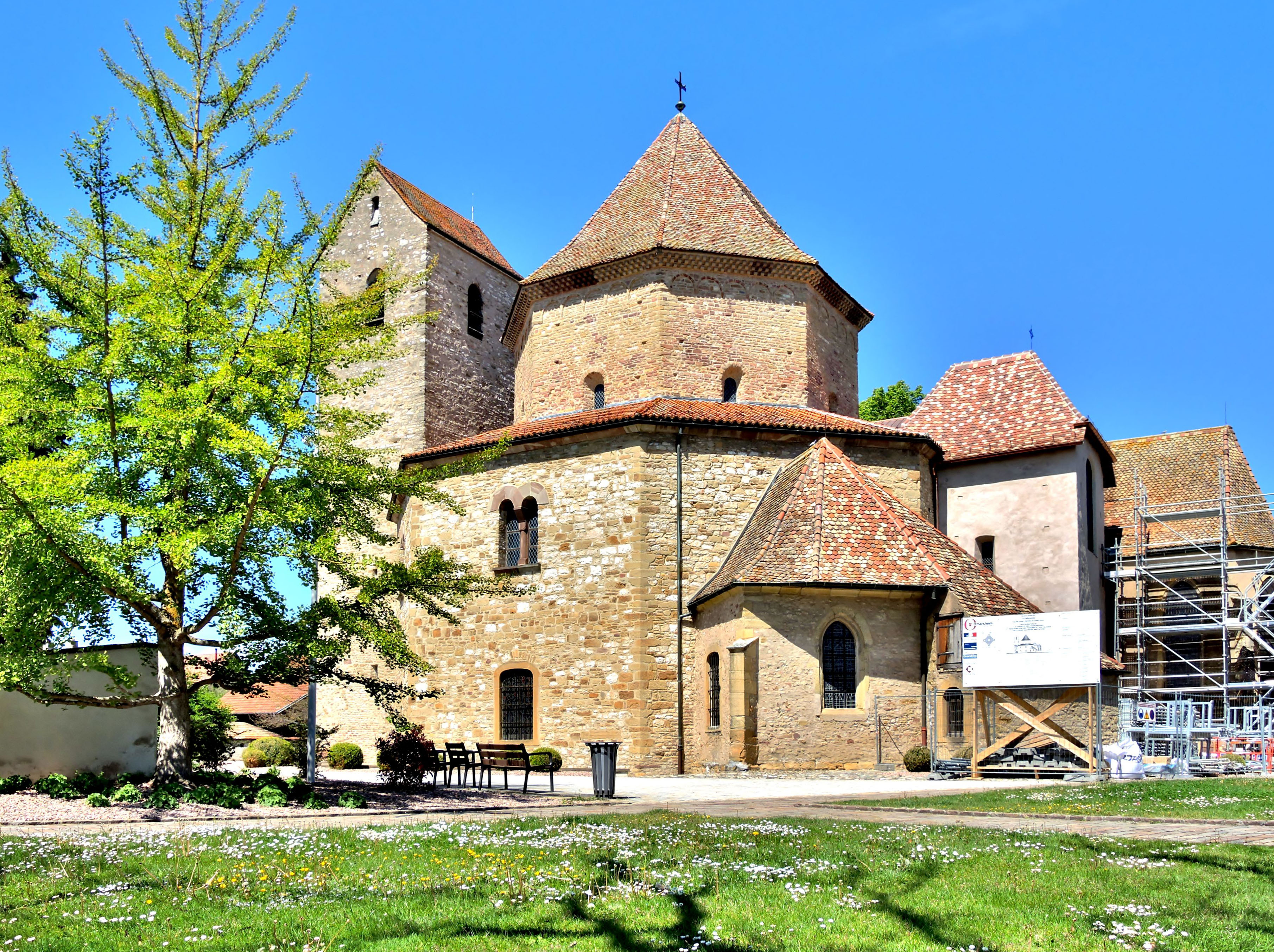
圣伯多禄-圣保罗修道院

2021年，奥特马赛姆境内暂无任何文化设施。奥特马赛姆市政府提供多媒体中心，每周二、三、四、六向公众开放。

### 建筑
奥特马赛姆境内有多处历史建筑，其中圣伯多禄-圣保罗教堂、圣贝尔纳祷告院等为法国国家文物保护单位。

### 旅游
奥特马赛姆的旅游事务由其所属的米卢斯阿尔萨斯城市圈公共社区负责。2022年，奥特马赛姆境内共有1家酒店共计40间房间。

### 媒体
法国主要的媒体均可在奥特马赛姆接收，法国电视三台下属的大东部大区频道在部分时段播出奥特马赛姆所在上莱茵省的地方新闻。《阿尔萨斯报》、《阿尔萨斯最新消息》、阿尔萨斯电视台、蓝色法兰西阿尔萨斯广播等是当地主要的地方性媒体。

## 友好城市
截至2023年8月，奥特马赛姆暂未建立任何友好城市关系。